# Marius Mérentié
Marius Mérentié est un homme politique français né le 8 février 1799 à Marseille (Bouches-du-Rhône) et mort le 1er avril 1875 à Marseille.

## Biographie
Portefaix, syndic de sa corporation, conseiller municipal de Marseille, il est député des Bouches-du-Rhône de 1849 à 1851, siégeant à droite.

## Sources
- « Marius Mérentié », dans Adolphe Robert et Gaston Cougny, Dictionnaire des parlementaires français, Edgar Bourloton, 1889-1891 [détail de l’édition]